# 通用原子航空系统有限公司

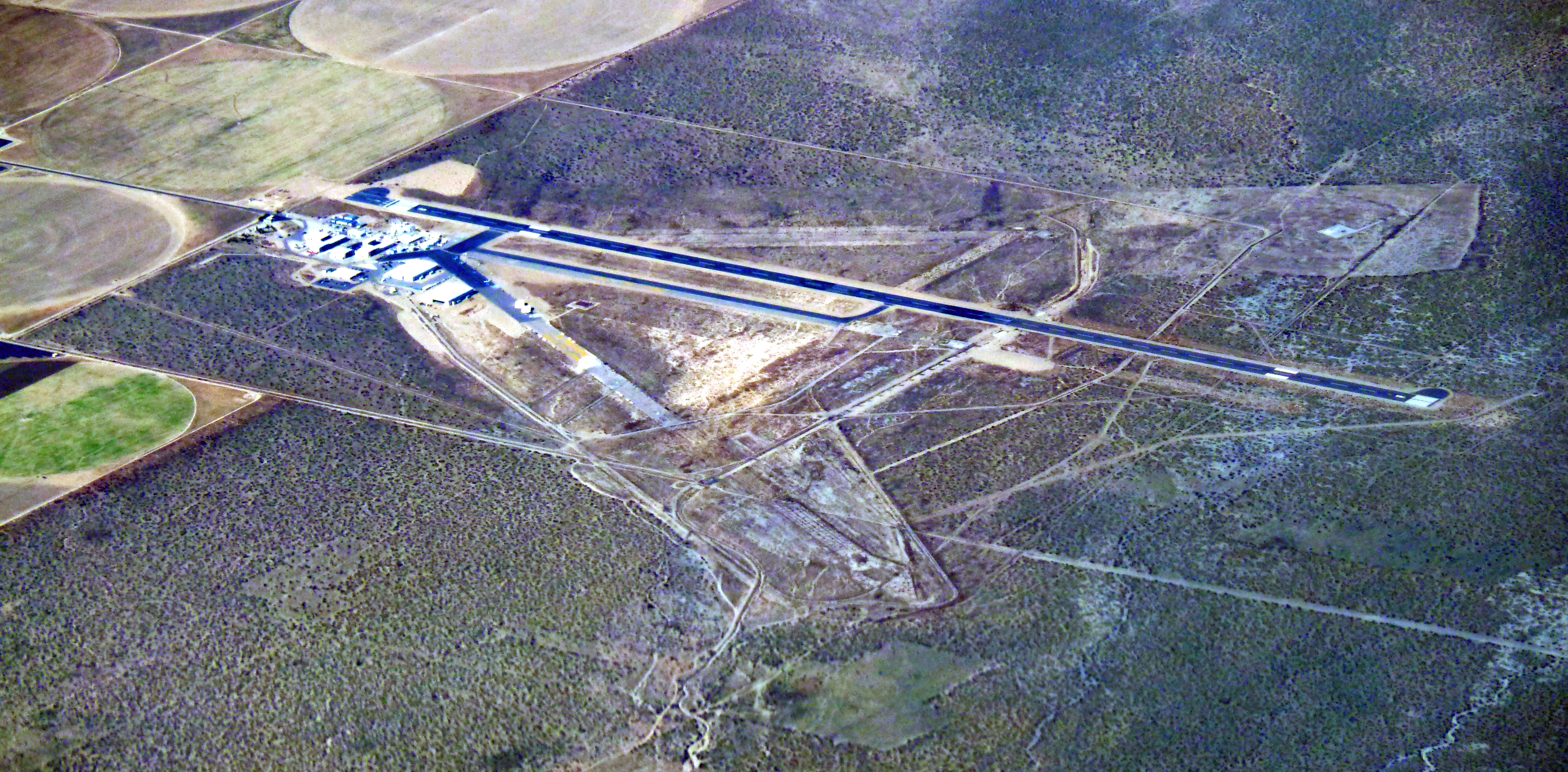
位于加利福尼亚州埃尔米拉奇附近的格雷巴特机场被通用原子用于测试其开发的捕食者无人机。

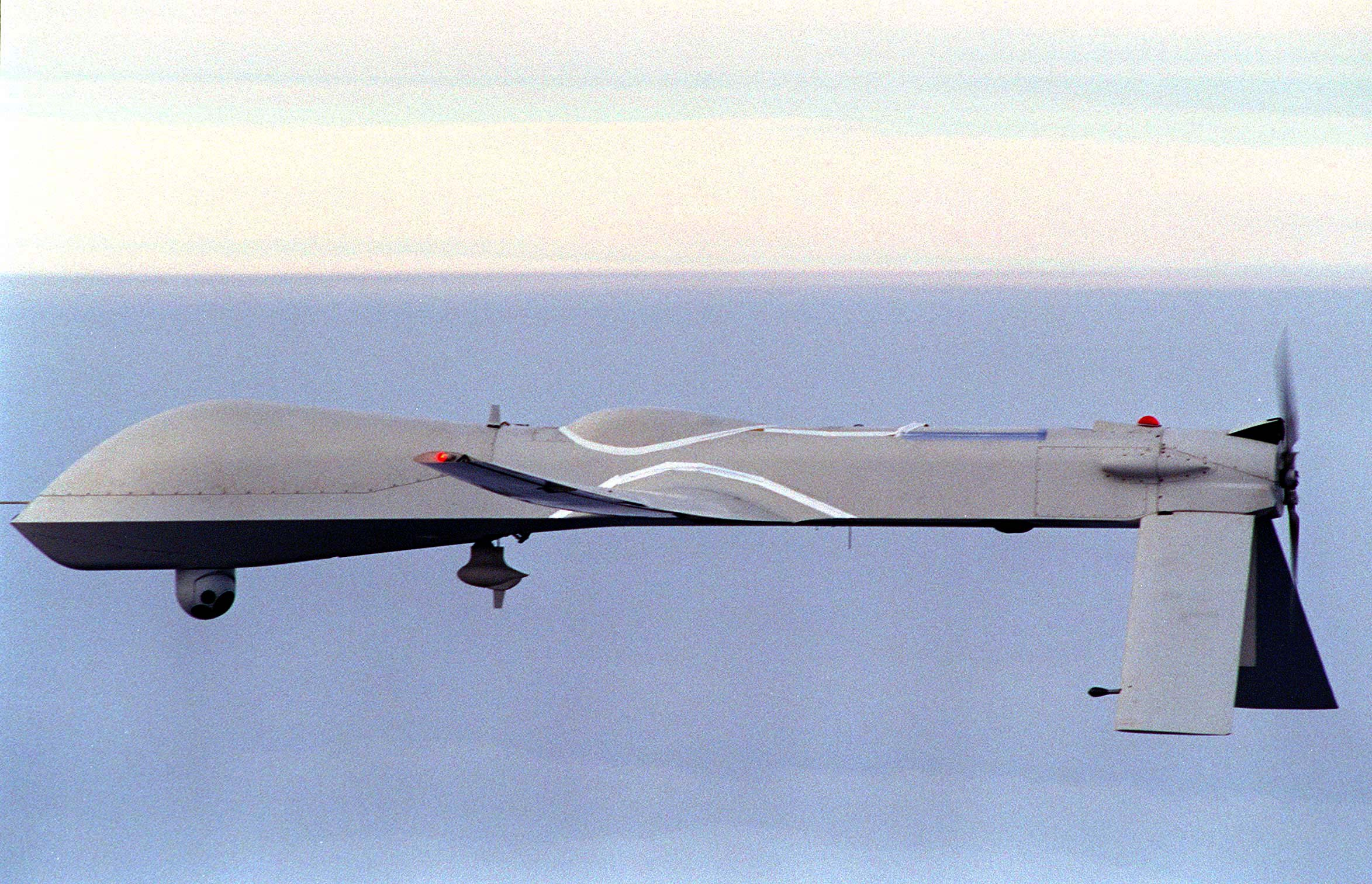
捕食者无人机

通用原子航空系统有限公司（General Atomics Aeronautical Systems, Inc.，简称GA-ASI），通用原子公司旗下的军事承包商，是美国重要的无人机和雷达系统设计制造商。

## 运营
2021年11月，通用原子航空与美国陆军签下1.032亿美元采购合同、与比利时政府签下3170万美元采购合同。 
2021年12月9日，通用原子航空推出了新一代莫哈韦无人战斗机。 
2024年4月11日，中華人民共和國外交部宣佈制裁通用原子航空，因其向中華民國出售武器。

## 产品
- 阿尔图斯系列无人机（英语：General Atomics Altus）
- 复仇者无人驾驶战斗机
- 蚊蚋无人侦察机（英语：General Atomics Gnat）
- MQ-1捕食者无人攻击机
- MQ-1C灰鹰无人攻击机（英语：General Atomics MQ-1C Gray Eagle）
- MQ-9收割者侦察机
- 莫哈韦无人战斗机（英语：General_Atomics_Mojave）
- 徘徊者无人侦察机（英语：General_Atomics_Gnat#Prowler）